# Isleworth
Isleworth es un barrio del municipio londinense de Hounslow. Se encuentra a unos 16 km (10 mi) al oeste de Charing Cross, Londres, Reino Unido. Según el censo de 2011 contaba con una población de 25008 habitantes.